# GABARAPL2
GABARAPL2 (англ. GABA type A receptor associated protein like 2) – білок, який кодується однойменним геном, розташованим у людей на короткому плечі 16-ї хромосоми. Довжина поліпептидного ланцюга білка становить 117 амінокислот, а молекулярна маса — 13 667.
| 10         |  | 20         |  | 30         |  | 40         |  | 50         |
| ---------- |  | ---------- |  | ---------- |  | ---------- |  | ---------- |
| MKWMFKEDHS |  | LEHRCVESAK |  | IRAKYPDRVP |  | VIVEKVSGSQ |  | IVDIDKRKYL |
| VPSDITVAQF |  | MWIIRKRIQL |  | PSEKAIFLFV |  | DKTVPQSSLT |  | MGQLYEKEKD |
| EDGFLYVAYS |  | GENTFGF    |  |            |  |            |  |            |

A: Аланін

C: Цистеїн

D: Аспарагінова кислота

E: Глутамінова кислота

F: Фенілаланін

G: Гліцин

H: Гістидин

I: Ізолейцин

K: Лізин

L: Лейцин

M: Метіонін

N: Аспарагін

P: Пролін

Q: Глутамін

R: Аргінін

S: Серин

T: Треонін

V: Валін

W: Триптофан

Кодований геном білок за функцією належить до фосфопротеїнів. 
Задіяний у таких біологічних процесах, як транспорт, транспорт білків, автофагія, ацетилювання. 
Локалізований у цитоплазматичних везикулах, апараті Ґольджі.